# Villim Fermor
Pour les articles homonymes, voir Fermor.
Le comte Villim (Guillaume) Villimovitch  Fermor, né le 9 octobre 1702 à Pskov et mort le 8 février 1771 à Nītaure, est un général russe resté célèbre pour le véritable massacre qu’il infligea à l'armée de Frédéric II à la Bataille de Zorndorf, au cours de la guerre de Sept Ans.

## Années de jeunesse
Fermor est né en 1702 dans une famille luthérienne d’origine écossaise et germano-balte. Il s'engagea dans l’armée russe en 1720 et durant la Guerre de succession de Pologne, se distingua au Siège de Dantzig. Par la suite il combattit contre l’Empire Ottoman et les Finnois. Il grandit dans l'ombre du maréchal von Münnich, et faisait en sorte de combattre de préférence aux côtés d'autres Allemands au service de la Russie, comportement qui attisait le ressentiment des officiers russophones de l’État-major du tsar.

## La guerre de Sept Ans

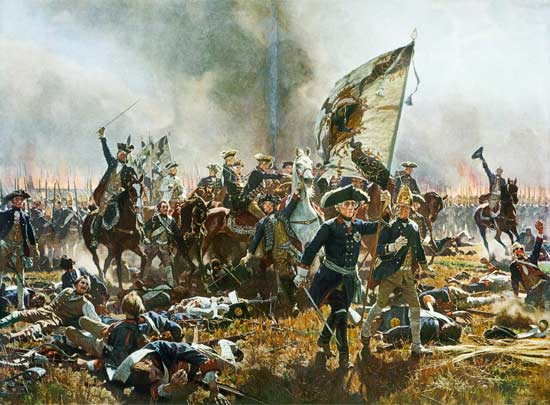
La bataille de Zorndorf (huile sur toile de Carl Röchling, 1904)

En 1757, Fermor était à la tête du corps d’armée qui s’empara du port stratégique de Memel en Prusse-Orientale et il prit part à la Bataille de Gross-Jägersdorf.
En 1758, au plus fort du conflit, il reçut le commandement de l’armée russe en Prusse : il prenait à vrai dire la relève du général Apraxine, tombé en disgrâce à la cour de la tsarine Élisabeth. Fermor revint sur la politique d'occupation répressive de son prédécesseur en Prusse-Orientale : il dénonça les actes de barbarie commis envers les civils, et fit même lire dans les villages des proclamations d’excuse officielle du gouvernement du tsar.
Le 25 août 1758, il tint tête à l'armée prussienne à Zorndorf. Ce fut une bataille extrêmement sanglante, où Frédéric II parvint bien à barrer la route de Berlin, mais au prix de pertes très lourdes pour les deux camps. Fermor parvint à regrouper ses forces au terme du combat et reprit momentanément position à l'est de la Warthe. Relevé de son commandement, il fut placé pour l'année 1759 sous les ordres du général Saltykov, vainqueur à Kunersdorf ; mais en 1760 il reçut le commandement suprême de l’armée impériale russe pour la prise de Berlin, qui vit les Russes et leurs alliés Autrichiens occuper de façon éphémère la capitale prussienne.

## Sous le règne de Catherine II
Au terme du coup d’État qui porta Catherine II au trône, il fut nommé gouverneur militaire de Smolensk. Il mourut dix ans plus tard, en 1771.